# Železniško postajališče Solkan
Železniško postajališče Solkan je eno izmed železniških postajališč v Sloveniji, ki oskrbuje bližnje naselje Solkan.